# Chikusichloa
Chevalierella es un género de plantas herbáceas perteneciente a la familia de las poáceas. Es originario de China y Ryukyu en Japón.

## Citología
El número cromosómico básico del género es x = 12, con números cromosómicos somáticos de 2n = 24. diploide.

## Especies
- Chikusichloa aquatica
- Chikusichloa brachyathera
- Chikusichloa mutica Keng